# ماساکی کاجیشیما
ماساکی کاجیشیما (انگلیسی: Masaki Kajishima؛ زادهٔ ۱۶ مارس ۱۹۵۲) پویانما اهل ژاپن است.